# Werner Friebe (General)
Werner Friebe (* 12. Juli 1897 in Droschkau, Landkreis Namslau; † 8. März 1962 in Stuttgart) war ein deutscher Offizier, zuletzt Generalmajor im Zweiten Weltkrieg.

## Leben
Werner Friebe trat im September 1914 als Kriegsfreiwilliger in die Armee ein und diente als Offizier im Ersten Weltkrieg. Am 23. Juni 1916 wurde er im Füsilier-Regiment 38 (Glatz) zum Leutnant befördert.
Nach Ende des Krieges wechselte er in die Reichswehr und wirkte als Kommandeur und Generalstabsoffizier in  verschiedenen Einheiten.
Friebe wurde in die Reichswehr übernommen und hier am 1. Dezember 1925 Oberleutnant. In diesem Dienstgrad war er 1930 als Kraftfahrer in der 1. Sanitäts-Abteilung (Königsberg) eingesetzt.
Ab 1. Juni 1938 war er, ab 1. März 1937 Major und später ab 1. Oktober 1939 mit Patent zum 1. Oktober 1938 Oberstleutnant, Generalstabsoffiziere (Ia) der 20. Infanterie-Division. Mit der Aufstellung Anfang Januar 1941 wurde Friebe anschließend Chef des Generalstabs des XXXXVIII. Armeekorps. Mit dem Armeekorps war er u. a. im Angriff auf die Sowjetunion eingebunden, erlebte die Panzerschlacht zwischen Brody und Dubno und kämpfte um Kiew. Am 1. Oktober 1941 wurde er Oberst. Am 25. November 1942, nach der Verlegung des Armeekorps in die Reserve, übergab er den Posten an Generalmajor Friedrich Wilhelm von Mellenthin. Von Januar 1943 war er für ein Jahr Chef eines Divisionsführerlehrgangs. Anschließend wurde er in die Führerreserve versetzt.
Friebe führte vom 1. April bis 7. Juli 1944 als Kommandeur die 8. Panzer-Division als sein Vorgänger Generalmajor Gottfried Frölich wegen einer Erkrankung und der damit einhergehenden Versetzung in die Führerreserve ausfiel. Da Friebe sich als nicht geeignet für eine Divisionsführung, obwohl er zum 1. Juni 1944 noch zum Generalmajor befördert worden war, herausgestellte, übernahm Frölich wieder seine alte Position, als dieser wieder einsatzfähig war. Friebe hatte bei einem Vormarsch, vom eigentlichen Befehl abweichend, eine Hauptstraße verwendet, was zu schmerzhaften Verlusten geführt hatte. In der Folge hatte der darüber verärgerte General der Panzertruppe Hermann Balck, als Kommandierender General des XXXXVIII. Armeekorps, Friebe vom Kommando enthoben. Er kam erneut in die Führerreserve.
Ab 1. September 1944 war er bis Kriegsende Chef des Generalstabs beim Stellvertretendes Generalkommando III. Armeekorps (Berlin). Er konnte der Gefangennahme durch die Rote Armee entgehen und kam in alliierte Kriegsgefangenschaft, aus welcher er 1948 entlassen wurde.
Sein älterer Bruder war der Generalleutnant Helmut Friebe.
Nach dem Krieg wohnte er in Korntal-Leonberg.

## Auszeichnungen (Auswahl)
- Eisernes Kreuz (1914) II. und I. Klasse
- Spange zum Eisernen Kreuz II. und I. Klasse
- Deutsches Kreuz in Gold am 30. Mai 1942
- Ritterkreuz des Eisernen Kreuzes am 21. April 1944[6][7]